# قناع العين المشتت
قناع العين المشتت هو علامة تمويه تُخفي العين عن الحيوانات المفترسة أو عن الفرائس. يساعد قناع العين المشتت الفريسة على الاختفاء عن الحيوانات المفترسة، ويساعد الحيوانات المفترسة على الاقتراب من فرائسها. للعين شكل مميز ولون داكن تمليه وظيفتها، وتوجد على الرأس وهو بنية ضعيفة، ما يجعلها هدفًا طبيعيًا للحيوانات المفترسة. يمكن تمويه العين بواسطة نمط مشتت مناسب يصل إلى العين أو يمر بها، ما يشكل أحيانًا شريطًا عينيًا مموِهًا. يكتمل الوهم لدى بعض الحيوانات بعين زائفة أو رأس زائف في مكان آخر على الجسم، في شكل من أشكال المحاكاة الذاتية.
يظهر قناع العين المشتت على مجموعة متنوعة من الحيوانات، كاللافقاريات مثل الجنادب، والفقاريات متضمنة الأسماك والضفادع والطيور والثعابين.
لوحظت أقنعة العين لأول مرة من قبل الفنان الأمريكي أبوت هاندرسون ثاير في عام 1909، وحللها بإسهاب عالم الحيوان هيو كوت في عام 1940. ومع ذلك، في عام 2005، استطاع عالم الحيوان التطوري تيم كارو الوصول إلى أن الافتراض بأن وظيفة أقنعة العين تمويهية هو أمر لم يخضع للاختبار المنهجي.

## التاريخ
ذكر الفنان الأمريكي أبوت هاندرسون ثاير «إخفاء» عيون الطيور والثدييات في كتابه الصادر عام 1909 بعنوان «إخفاء العيون في مملكة الحيوان»، مشيرًا إلى وجود هذه الأنماط بشكل رئيسي عند الطيور، مثل الزقزاقاوات، والثدييات المفترسة. وأشار إلى أنه «فعال جدًا.. لأنه يكسر تمامًا الحدود الدائرية أو البيضاوية الواضحة للعين».

أشار عالم الحيوان هيو كوت إلى أهمية إخفاء العين في كتابه عام 1940 «التلوّن التكيفي لدى الحيوانات». ونوّه إلى «الوضوح المتأصل في بقعة العين»، التي «تبرز من كل شيء آخر، وتجذب الانتباه»، ووضح الأمر من خلال رسم تخطيطي يحتوي على عين صغيرة واحدة والكثير من الأشكال الأكبر: تجذب بقعة العين انتباه المشاهد على الفور. استخدمت الصورة في أماكن أخرى، على سبيل المثال في كتاب تيم نيوارك عام 2007 عن التمويه، إذ أشار نيوارك إلى أن صورة كوت أثبتت هذه النقطة، وأن «عين الفقاريات، ذات البؤبؤ الأسود الكثيف، تبرز من الخلفيات الأكثر اختلاطًا، كما يوضح الرسم التوضيحي لكوت». جادل كوت بأنه «لن يكون أي نظام تمويه فعالًا تمامًا دون إخفاء مظهر العين أو تعديله». وذكر، «أمثلة جميلة» عن أنماط وجهية تحقق ذلك، وهي أفعى المستنقعات وأفعى الغابون. وعلى حد تعبيره:
«تكمن القيمة المُشتتة للنمط في ميله إلى إخفاء الشكل الحقيقي للحيوان من خلال اقتراح شكل زائف للعين. طالما جرى التعرف على الشكل الزائف على نحو أفضل من الشكل الحقيقي، يتحقق التخفي».
وصف كوت قناع العين المشتت بأنها حالة خاصة من نمط تشتيت مرافق، وتحديدًا نمط يحقق التمويه من خلال ربط أجزاء من الجسم معًا لخلق مظهر جديد يتناقض مع البنى الفعلية الموجودة. بخصوص خطوط العين المموهة، أشار كوت إلى أن «أشرطة أو خطوط العين المحددة جيدًا» موجودة في الكثير من أنواع الطيور، ومنها كاسر الجوز والشنقب والكروان والزقزاق المطوق وقنبرة الماء، واعتقد أنه من المهم أن ترتبط هذه الأنماط بالطيور اليافعة النشيطة التي تغادر العش مبكرًا، كما هي الحال لدى الزقزاق المطوق. وسجل أن هناك «ما يبدو على أنه علامات ذات أهمية مشابهة» عند الثدييات مثل المها والظبي السموري وغزال غرانت والفسكاش.
في عام 1989، لاحظ جون كلودسلي ثومبسون أن خطوط العين المموهة موجودة أيضًا عند الكثير من الزواحف ومنها ثعابين الكرمة الشجرية النحيلة، والأسماك الاستوائية مثل سمك الملاك والخرمان، ومجموعة واسعة من البرمائيات منها الضفدع الشائع.
لاحظ عالم الحيوان التطوري تيم كارو في عام 2005 أن «موضوع التلوين التمويهي بأكمله يحتاج إلى تحليل منهجي». وأشار كارو إلى أنه عند الثدييات، «لا تتوفر اختبارات منهجية لهذه الفكرة»، ولكن البقع الداكنة حول العينين، والتي تميل إلى لفت الانتباه إلى العين بدلًا من تمويهها، ترتبط بالأراضي العشبية والحيوانات آكلة اللحوم الأرضية والحيوانات النهرية، ما يقترح أن وظيفتها الحد من الوهج، أو ربما التحذير اللوني.